# Nišovice
Nišovice jsou obec v okrese Strakonice v Jihočeském kraji. Leží při řece Volyňce zhruba 1,5 kilometru jihovýchodně od Volyně a 11,5 kilometru jižně od Strakonic. Žije zde 253 obyvatel.
Nišovice oddělují od města Volyně jeho části Černětice a Račí, z nichž tak činí volyňskou exklávu.

## Historie
První písemná zmínka o vesnici pochází z roku 1400, kdy patřila do vlastnictví Svatovítské kapituly. Lze předpokládat, že vlastnictví vsi se vyvíjelo stejně jako nedaleké Volyně a okolních obcí.

## Obyvatelstvo
| Rok            | 1869 | 1880 | 1890 | 1900 | 1910 | 1921 | 1930 | 1950 | 1961 | 1970 | 1980 | 1991 | 2001 | 2011 | 2021 |
| -------------- | ---- | ---- | ---- | ---- | ---- | ---- | ---- | ---- | ---- | ---- | ---- | ---- | ---- | ---- | ---- |
| Počet obyvatel | 359  | 432  | 447  | 461  | 417  | 463  | 384  | 295  | 311  | 268  | 223  | 235  | 221  | 240  | 237  |
| Počet domů     | 53   | 60   | 62   | 64   | 60   | 65   | 71   | 75   | 72   | 72   | 70   | 80   | 87   | 90   | 95   |

## Obecní správa
Mezi lety 1869–1974 Nišovice byly obcí v okrese Strakonice. Od 1. dubna 1974 do 23. listopadu 1990 patřily jako část města k Volyni a od 24. listopadu 1990 jsou opět samostatnou obcí, ale Černětice a Račí již zůstaly součástí Volyně. V letech 1850–1879 a v letech 1961–1974 k obci patřily Černětice a v letech 1850–1974 také Račí.

### Obecní symboly
Znak a vlajka byly obci uděleny rozhodnutím předsedy Poslanecké sněmovny Parlamentu České republiky dne 15. dubna 2010.

## Doprava
Okrajem obce prochází silnice II/144 (Volyně – Vlachovo Březí – Husinec) a také železniční trať 198 (Strakonice – Vimperk – Volary).

## Pamětihodnosti
- Boží muka, směrem k Volyni
- Usedlost čp. 19
- Seberův mlýn čp. 33
- Přírodní památka Na opukách

## Osobnosti
- Roman Kubička (1947–2020), akademický malíř, grafik a ilustrátor